# Штутгарт (административный округ)

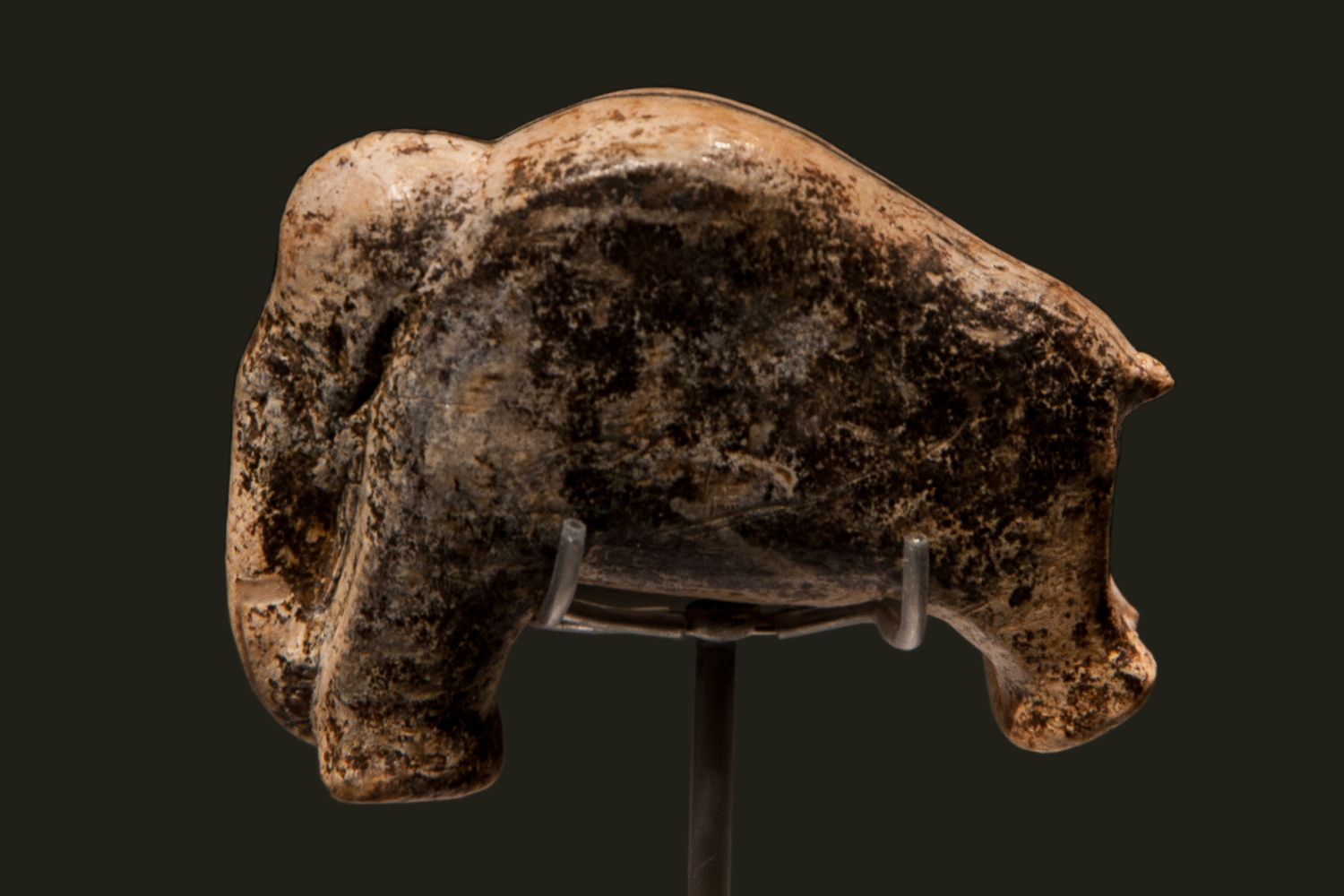
Мамонт из пещеры Фогельхерд (ориньякская культура, Швабский Альб)

Штутгарт (нем. Stuttgart),  Административный округ Штутгарт (нем. Regierungsbezirk Stuttgart) — один из четырёх административных округов (нем. Regierungsbezirk) земли (государства) Баден-Вюртемберга в современной Германии (ФРГ), образован в 1973 году.
Административный округ занимает северо-восточную часть Земли Баден-Вюртемберг. Административный центр находится в городе Штутгарт.

## География
Административный округ расположен на северо-востоке Земли Баден-Вюртемберг. До 31 декабря 1972 года назывался административный округ (нем. Nordwürttemberg). Однако отличался от нынешнего охватываемой территорией. На юге округ граничит с административным округом Тюбинген, на западе с административным округом Карлсруэ, на севере и востоке с федеральной землёй Баварией.

## Демография
| Год             | Жителей   |
| --------------- | --------- |
| 31 декабря 1973 | 3.493.040 |
| 31 декабря 1975 | 3.443.890 |
| 31 декабря 1980 | 3.481.816 |
| 31 декабря 1985 | 3.467.081 |
| 27 мая 1987 ¹   | 3.491.787 |

| Год             | Жителей   |
| --------------- | --------- |
| 31 декабря 1990 | 3.683.075 |
| 31 декабря 1995 | 3.862.311 |
| 31 декабря 2000 | 3.935.352 |
| 31 декабря 2005 | 4.007.373 |
| 31 марта 2006   | 4.006.255 |

## Состав
- три региона
- 11 земельных районов и два городских района
- 343 городов и общин, в том числе два городских района и 37 районных центров

Регионы делятся на районы:
регион Штутгарт
городской район Штутгарт (S)
район Бёблинген (BB)
район Эслинген (ES)
район Гёппинген (GP)
район Людвигсбург (LB)
район Ремс-Мур (WN)
регион Хайльбронн-Франкония
городской район Хайльбронн (HN)
район Хайльбронн (HN)
район Хоэнлоэ (KÜN)
район Майн-Таубер (TBB)
район Швебиш-Халль (SHA)
регион Восточный Вюртемберг
район Хайденхайм (HDH)
район Восточный Альб (AA)
37 больших районных центров (подчиняются контролю за деятельностью административных органов окружного управления):
1. Аален
2. Бакнанг
3. Бад-Мергентхайм
4. Бад-Раппенау
5. Битигхайм-Биссинген
6. Бёблинген
7. Крайльсхайм
8. Дитцинген
9. Эльванген (Ягст)
10. Эппинген
11. Эслинген-на-Неккаре
12. Фелльбах
13. Фильдерштадт
14. Гайслинген-ан-дер-Штайге
15. Гинген-на-Бренце
16. Гёппинген
17. Хайденхайм-на-Бренце
18. Херренберг
19. Кирхгайм-унтер-Тек
20. Корнвестайм
21. Лайнфельден-Эхтердинген
22. Леонберг
23. Людвигсбург
24. Неккарзульм
25. Нюртинген
26. Эринген
27. Остфильдерн
28. Ремзек-на-Неккаре, с 1 января 2004
29. Шорндорф
30. Швебиш-Гмюнд
31. Швебиш-Халль
32. Зиндельфинген
33. Файхинген-на-Энце
34. Вайблинген
35. Вайнштадт
36. Вертхайм
37. Винненден